# John Campbell, 1:e earl av Breadalbane och Holland
John Campbell, 1:e earl av Breadalbane och Holland, född omkring 1636 och död 19 mars 1717, var en skotsk magnat, tillhörig klanen Campbell.
Breadalbane deltog 1654 i resningen till Karl II:s förmån, och verkade därefter för hans återkallande 1660 och var hela livet snarast anhängare av Stuartarna, fast han med skicklighet utnyttjade politiska strider och välvningar till egen fördel. Då Breadalbane var en av Skottlands mäktigaste män, försökte Vilhelm III med Breadalbanes hjälp förmå högländarna till underkastelse. Det lyckades, men Breadalbane behöll stora delar av de till mutor avsedda pengarna. När huvudmannen för klanen MacDonald av Glencoe, Ian MacDonald, uppsköt avgivandet av sin trohetsed, tilla det formellt var för sent, föranstaltade han 1692 Glencoemassakern, och blev därigenom av med en besvärlig granne. 1715 sände Breadalbane till tronpretendenten Jakob Edvard Stuarts understöd endast en mindre styrka, som han snart återkallade, och undgick därigenom straff efter upprorets misslyckande.